# Petersen Peak
Il Petersen Peak è un picco roccioso alto 1.215 m e situato 11 km a sudest delle Morris Hills, nella parte centro-settentrionale della Catena di Shackleton, nella Terra di Coats in Antartide.
Fu mappato dalla Commonwealth Trans-Antarctic Expedition (CTAE) nel 1957, ricevendo l'attuale denominazione in onore di Hans C. Petersen, capitano della nave danese Magga Dan che trasportò alcuni membri della Commonwealth Trans-Antarctic Expedition alla piattaforma di ghiaccio Filchner-Ronne nel 1956-57.